# Erna i krig
Erna i krig er en dansk film fra 2020 instrueret af Henrik Ruben Genz.
Handlingen udspiller sig omkring moderen Erna Jensen som følger sin mentalt handikappede søn Kalle med i 1. Verdenskrig da han indkaldes i tysk tjeneste som en del af Det danske mindretal i Sydslesvig. Hun udgiver sig for at være en deserteret soldat og deltager i krigshandlinger, mens hun tager sig af sønnen og filmen følger deres fælles møde med en brutal virkelighed.

## Medvirkende
- Trine Dyrholm som Erna Jensen
- Ulrich Thomsen som Feldwebel Meier
- Anders W. Berthelsen som Anton Dam Seiersen
- Ari Alexander som Max Petersen
- Sylvester Byder som Kalle Jensen
- Emil Aron Mæng Dorph som Mathias Hansen